# Декарбонілювання

Декарбонілювання

Декарбонілювання (англ. decarbonylation) — елімінування оксиду вуглецю з органiчної сполуки термiчно, каталiтично (приміром, Pd/C) або пiд дiєю певних реагентiв.
У хімії декарбонілювання — це тип органічних реакцій, які включають втрату монооксиду вуглецю (CO). Часто це небажана реакція, оскільки вона є деградацією. У хімії карбонілів металів декарбонілювання описує процес заміщення, за допомогою якого ліганд CO замінюється іншим лігандом.